# Бєляєв Володимир Ілліч
Володимир Ілліч Бєляєв (28.07.1910 — 26.05.2001) — інженер, організатор виробництва пороху, лауреат державних премій.

## Біографія
Народився 28 липня 1910 року в Шостці в родині робітника Михайлівського порохового заводу. Після навчання в школі фабрично-заводського учнівства при заводі № 9 ВРНГ (1925—1928) працював майстром на тому ж заводі.
У 1930—1934 роках студент Казанського хіміко-технологічного інституту ім. С. М. Кірова. За розподілом направлений на Котовський завод пластмас (завод № 204 Наркомату важкої промисловості), працював начальником зміни. У 1935—1936 роках служив у РСЧА.
У 1936 році повернувся до Шостки на завод № 9 Наркомату боєприпасів, де незабаром був призначений начальником виробництва нітроклітковини. У серпні 1941 року брав участь в евакуації заводу. У 1941—1943 роках начальник цеху з виробництва піроксиліну на комбінаті № 392 Наркомату боєприпасів у м. Кемерово, з 1943 року головний інженер. Після війни разом із директором Гречищевим керував організацією виробництва цивільної продукції.
Із 1950 року директор заводу ім. С. М. Кірова (завод № 98 Міністерства сільгоспмашинобудування СРСР), де було організовано виробництво нітроклітковини і спільно з вченими Казані налагоджений випуск сферичних порохів.
Із 1951 року заступник міністра сільськогосподарського машинобудування (в це відомство входила тоді порохова промисловість). У 1952 році голова Державної комісії, що визначила вибір майданчика під будівництво комбінату порохів і вибухових речовин в Бійську.
Із 1957 року заступник голови Татарського раднаргоспу, курирував роботу оборонної та хімічної промисловості, сільського господарства.
У квітні 1959 року призначений головним інженером 3-го Головного управління Держкомітету з оборонної техніки СРСР, а в 1965 році — головним інженером 3-го ГУ Міністерства оборонної промисловості.
Із 1967 року начальник 3-го ГУ Міністерства оборонної промисловості, а з 1968 по 1976 рік — начальник 3-го ГУ Міністерства машинобудування (виробництво пороху).
Із 1977 року персональний пенсіонер союзного значення.
Член Спілки художників РРФСР (1970), автор понад 50 картин.
Помер 26 травня 2001 року. Похований на Троєкуровському кладовищі (ділянка № 4, могила № 426).

## Нагороди
Сталінська премія (1950) — за розробку конструкції, освоєння і впровадження у виробництво пересувних механізованих зерносушарок ЗСП-1 і ЗСП-2 «Кузбас».
Державна премія СРСР (1967) — за розробку технології спеціальних матеріалів.
Заслужений хімік Російської Федерації (06.05.1993)
Нагороджений орденами Леніна (21.08.68), Червоного Прапора (16.10.45), Трудового Червоного Прапора (12.02.51), Жовтневої революції (11.10.76); медалями «За перемогу над Німеччиною», «За трудову доблесть» (1945), «За доблесну працю у Великій Вітчизняній війні», «За перемогу над Японією», «Ветеран праці» (1977).